# 関西広域連合

関西広域連合
Union of Kansai Governments

関西広域連合（かんさいこういきれんごう）は、日本の行政機構の一つ。救急医療の連携や防災等の府県域を越えた行政課題に取り組むこと、および国の出先機関の受け皿となって地方分権を推進させることを目的として、近畿地方（関西）2府4県及び鳥取県、徳島県の8府県が地方自治法の規定に基づいて設立した特別地方公共団体（広域連合）である。2012年8月以降、域内の4政令指定都市も参加している。

## 概要
「関西から新時代を作る」としており、「さあ、関西の時代へ」というキャッチフレーズを使用している。
これまでも広域連合は地方自治法の規定に基づいて多数設置されているが、複数の都道府県によるものは全国初である。
設立当初の事務は広域防災、広域観光・文化振興、広域産業振興など7分野の事業から始められるが、港湾の一体的な管理、国道・河川の一体的な計画・整備・管理等の分野にも拡大される。さらに国からの権限・事務の移譲へ向けた取り組みが進められている。

## 設立のねらい
- 分権型社会の実現
- 関西全体の広域行政を担う責任主体
- 国の出先機関の事務の受け皿づくり

前近代的かつ国家社会主義的な中央集権体制・一極集中体制には、低成長や超少子化をはじめとする、様々な歪みや大きなデメリットが生じている。このような現状に際し、国による地方分権改革を待つだけでなく、地域自らが主体的な分権改革を推進していく必要がある。
また、地域主権・地方分権により、より地域住民に寄り添った住民サービスや、地域ごとに特有ある課題の解決に資することができる。さらに、広域防災体制・広域医療体制の構築による減災、防災、救命等の地域課題を広域的に対応することが可能となる。将来的には、交通・物流基盤（港湾など）の一体的運用管理により、都市圏競争力の強化や地域経済の成長にも寄与する。
このような観点から、関西広域連合は設立されるに至った。

## 構成団体
2010年10月27日までに、設立時に参加の全7府県の府県議会にて設立が議決された。2012年4月には大阪市と堺市、同年8月には京都市と神戸市が構成指定都市に加わり、域内の政令指定都市の全てが参加することになった。また、2015年12月には奈良県が参加した。
広域連合に参加している地方自治体（構成団体）は、以下の2府6県4市である。
- 滋賀県
- 京都府
- 大阪府
- 兵庫県
- 奈良県
- 和歌山県
- 鳥取県
- 徳島県
- 京都市
- 大阪市
- 堺市
- 神戸市

### 連携団体
福井県・三重県（設立当初は奈良県も）は、本広域連合の検討段階には参加していたが、設立当初からの正式参加は見合わせ、密接な連携が必要とされる自治体（連携団体）として、各県知事が広域連合委員会へオブザーバーとして参加している。

### 奈良県の参加
奈良県は地理的に関西圏ではあるが、設立当初からの参加を見合わせた理由として、責任の所在の不明瞭化や権限の調整、経費増大など、上位自治体の設置に伴う弊害が様々に見込まれること、同等の事務は広域連携を充実させるだけでも達成可能であるとの考え、住民の身近で行うべき行政に距離感が生じてしまい、とりわけ、県が課題としている南部の地域振興に悪影響が及ぶと予想されること、大阪府に編入されていた明治時代に災害復旧費が十分に廻ってこなかったことから来る危惧、および、後から参加することも可能であることを挙げている。
歴史的文化遺産の宝庫である奈良県は関西の観光の目玉であるにもかかわらず、同県が参加を見合わせていることから、関西広域連合はこれをPRに活かせないでいる。特に、国際向けの観光PR事業で「奈良」を欠くことは無視できない大きなマイナス要素であり、関西広域連合と奈良県は歩み寄りが望まれつつも、互いに関係を計りかねている。
また、奈良県民の中にも不参加が招く将来的悪影響を懸念する声がある。
こうした動きを受けて、奈良県の荒井正吾知事は2015年6月の奈良県議会での所信表明演説で、災害時の広域防災体制の強化と観光客誘致促進などの効果をさらに高めることを目的に、関西広域連合への参加の意向を表明した。なお、奈良県が部分参加するのは、関西広域連合が扱う7分野の事務（下記の「広域行政の内容」を参照）のうち、「広域観光・文化振興」と「広域防災」の2分野である。
関西広域連合は、奈良県の加入に伴う関西広域連合広域計画の改定案を2015年11月に関西広域連合議会の臨時会に上程し、2015年12月4日に規約改正が総務大臣に許可され、奈良県が関西広域連合の構成団体として正式加入した。
しかし、その後2016年4月に、リニア中央新幹線の停車駅誘致をめぐり荒井知事が「京都や関西広域連合とは絶対に仲良くしてはダメ」と発言するなど、両者の間にやや距離がある状態となった時期もあった。
2023年の知事選挙で荒井を下して当選した、山下真（日本維新の会所属）が知事に就任すると、全分野で加入する意向を表明した。同年12月15日に奈良県議会で関西広域連合に全面参加する議案が賛成多数で可決され、2024年1月9日付けで総務大臣あて関西広域連合規約の変更許可申請を行ったうえで、2月20日付けで許可された。

## 人口
域内の人口は2府6県で2,000万人を超える。
| 滋賀県                     | 0141.4万人  |
| 京都府（京都市含む）       | 0258.3万人  |
| 大阪府（大阪市・堺市含む） | 0880.9万人  |
| 兵庫県（神戸市含む）       | 0546.6万人  |
| 奈良県                     | 0133.0万人  |
| 和歌山県                   | 0092.5万人  |
| 鳥取県                     | 0055.6万人  |
| 徳島県                     | 0072.8万人  |
| 合計                       | 2,181.1万人 |

## 財政
主な財源は構成団体からの負担金である。また、広域連合には課税権が与えられていないので「広域連合税」のような独自の地方税はない。
令和3年度当初予算
- 一般会計歳入 - 24億2000万5千円
  - うち国庫支出金 - 7億7238万9千円（主にドクターヘリ運航補助金）
- 一般会計歳出 - 24億2000万5千円

令和元年度（平成31年度）決算（実質収支）
- 一般会計歳入 - 24億7516万4千円
- 一般会計歳出 - 24億594万7千円

## 広域行政の内容
設立当初は、広域防災、広域観光・文化振興、広域産業振興、広域医療、広域環境保全、資格試験・免許等、広域職員研修の7分野の事務が取り扱われる。
これらの広域行政に関する事務は、関西広域連合に加入している2府6県及び4政令市が対象区域となっている。ただし、下記の地方公共団体については、記載された特定分野のみの部分参加となっている。
- 鳥取県：広域観光・文化振興、広域産業振興、広域医療
  - このうち、「広域産業振興」に関する事務については2012年4月から参加している。

徳島県は、加入当初は「資格試験・免許等」に関する事務については不参加だったが、2012年4月以降は当該事務を含めた全ての広域行政事務の対象区域となっている。また、奈良県は2015年12月以降、「広域防災」、「広域観光・文化振興」に関する事務についてのみ参加していたが、2024年4月から全ての事務に参加している。

### 広域防災
- 「関西広域防災計画」の策定
- 災害発生時の相互応援体制の強化（相互応援協定の実施要綱作成・運用）
- 近畿府県合同防災訓練の実施
- 防災分野の人材育成
- 救援物資の共同備蓄の検討・実施
- 広域的な新型インフルエンザ対策の検討・実施
- 広域防災に関する検討・実施

### 広域観光・文化振興
- 「関西観光・文化振興計画」の策定
- 広域観光ルートの設定
- 海外観光プロモーションの実施
- 「関西地域限定通訳案内士（仮称）」の創設
- 「通訳案内士」（全国）の登録等
- 関西全域を対象とする観光統計調査
- 関西全域を対象とする観光案内表示の基準統一

### 広域産業振興
- 「関西広域産業ビジョン」の策定
- 関西における産業クラスターの連携
- 公設試験研究機関の連携
- 合同プロモーション・ビジネスマッチングの実施
- 新商品調達認定制度によるベンチャー支援

### 広域医療
- 「関西広域救急医療連携計画」の策定
- 広域的なドクターヘリの配置・運航
- 広域救急医療体制充実の仕組みづくり

#### ドクターヘリの広域運用
複数の府県で連携したドクターヘリの運航は広域連合の設立前から始まっており、それを広域連合に集約させる形で事業が進められている。まず、2011年度に京都府・兵庫県・鳥取県3府県共同運航のドクターヘリ1機が広域連合に移管された。加えて大阪府と和歌山県の各1機と、広域医療局を置く徳島県が導入した1機が移管された。さらに2015年には滋賀県と京都府が共同に運行する1機が追加された。
3府県ドクターヘリ
- 基地病院 公立豊岡病院（兵庫県）
- 使用機種 ユーロコプター EC 135
- 運航範囲 兵庫県但馬[注釈 1]・丹波地域[注釈 2]、京都府丹後[注釈 3]・中丹[注釈 4]・南丹地域[注釈 5]、鳥取県

大阪府ドクターヘリ
- 基地病院 大阪大学医学部附属病院
- 使用機種 ユーロコプター EC 135
- 運航範囲 大阪府、奈良県北部・中部、和歌山県北部、滋賀県、京都府南部

和歌山県ドクターヘリ
- 基地病院 和歌山県立医科大学附属病院
- 使用機種 ユーロコプター EC 135
- 運航範囲 和歌山県、奈良県南部、三重県南部、大阪府一部、徳島県東部

徳島県ドクターヘリ
- 基地病院 徳島県立中央病院
- 使用機種 ユーロコプター EC 135
- 運航範囲 徳島県、基地病院100 km圏内の和歌山県、兵庫県淡路島、高知県一部

兵庫県ドクターヘリ
- 基地病院 兵庫県立加古川医療センター
- 準基地病院　兵庫県立はりま姫路総合医療センター[13]
- 運航範囲　兵庫県播磨地域（東播磨・北播磨・中播磨・西播磨地域）・丹波南部地域（丹波篠山市）[14]

京滋ドクターヘリ
- 基地病院 済生会滋賀県病院
- 運航範囲 滋賀県全域、京都府南部、福井県嶺南

### 広域環境保全
- 「関西広域環境保全計画」の策定
- 温室効果ガス削減のための広域取組
- 府県を越えた鳥獣保護管理の取組（カワウ対策）

### 資格試験・免許等
- 調理師・製菓衛生師に係る試験実施・免許交付等
- 准看護師に係る試験実施・免許交付等
- 登録販売者に係る試験実施・合格証交付等（2019年度より）
- 毒物劇物取扱責任者に係る試験実施・合格証交付等（2019年度より）

### 広域職員研修
- 広域職員研修の実施

### その他
- 広域にわたる行政の推進に係る政策の企画および調整
  - 関西における広域的計画の総合調整
  - 交通・物流基盤整備（関西広域交通・物流基盤整備計画）の検討⇒このため第9回広域連合委員会で「広域インフラ検討会」の設置が決まり、まずは北陸新幹線専門部会を設けることになった。
  - また、エネルギーに関する検討会の設置も議論されている。
  - 行政委員会事務の共同化検討

## 組織・役職
広域連合委員会
構成団体の長が委員となり、運営方針・予算等の重要事項を協議する。
広域連合委員会委員長（広域連合長） … 三日月大造：各委員の互選により選出。
広域連合委員会副委員長（副広域連合長） … 西脇隆俊：広域連合長の指名。
各担当委員・担当事務局（事務局は資格試験・免許などを除き担当委員府県に配置、人名はすべて知事・市長名）
（この節の出典）
広域防災及びスポーツ振興…齋藤元彦（兵庫県）
広域防災副担当及び広域観光・文化・スポーツ振興副担当…山下真（奈良県）
広域防災副担当…久元喜造（神戸市）
広域観光・文化・スポーツ振興及び2025年大阪・関西万博副担当…西脇隆俊（京都府）
広域観光・文化・スポーツ振興副担当…松井孝治（京都市）
広域産業振興及び2025年大阪・関西万博…吉村洋文（大阪府）
広域産業振興副担当及び2025年大阪・関西万博副担当…横山英幸（大阪市）
広域産業振興副担当…永藤英機（堺市）
広域医療…後藤田正純（徳島県）
広域環境保全及び資格試験・免許等…三日月大造（滋賀県）
広域職員研修及び広域農林水産振興…岸本周平（和歌山県）
ジオパーク及びスポーツ振興副担当…平井伸治（鳥取県）
広域連合事務局
本部事務局の所在地は、大阪府立国際会議場内。
広域連合議会
定数39人（大阪府・兵庫県各5人、滋賀県・京都府・和歌山県各4人、奈良県・徳島県・大阪市各3人、鳥取県・京都市・堺市・神戸市各2人）。それぞれ府県市の議会で当該議会の議員の中から選出される。
定例会・臨時会の本会議は、広域連合本部事務局がある大阪府立国際会議場3階のイベントホールEで行われる。
広域連合協議会
地域団体、経済団体、学識経験者等により構成され、広域連合の将来像等について幅広く意見を聴取し協議を行う連合長の附属機関。
国出先機関対策委員会
委員長：仁坂吉伸（和歌山県知事）、副委員長：飯泉嘉門（徳島県知事）。
発足2週間後の2010年（平成22年）12月16日には、国出先機関対策委員会で国に対して「国の出先機関改革について（地域主権戦略会議への緊急提案）を行った。

## 沿革
- 2008年（平成20年）7月30日：9府県（近畿2府4県と福井県・三重県・徳島県）、4政令指定都市（京都市・大阪市・堺市・神戸市）、および、経済団体で構成される関西広域機構において、関西広域連合の骨格案が了承される。
- 2010年（平成22年）1月8日：大阪府立国際会議場で開催された関西広域連合設立準備部会（関係府県知事会議）において、2府5県（和歌山県、大阪府、京都府、滋賀県、兵庫県、鳥取県、徳島県）が、関西広域連合設立に関する議案を各府県議会に提出することで基本合意する。
  - 9月28日：和歌山県議会が規約案を可決し、和歌山県の参加が正式に決まる。
  - 10月6日：兵庫県議会が規約案を可決し、兵庫県の参加が正式に決まる。
  - 10月8日：鳥取県議会と京都府議会がそれぞれ規約案を可決し、鳥取県と京都府の参加が正式に決まる。
  - 10月13日：滋賀県議会が規約案を可決し、滋賀県の参加が正式に決まる。
  - 10月14日：徳島県議会が規約案を可決し、徳島県の参加が正式に決まる。
  - 10月27日：大阪府議会が規約案を可決し、大阪府の参加が正式に決まる。これをもって、当初参加を予定していた7府県の参加が正式に決定した。
- 2010年（平成22年）11月1日：構成団体の各知事の連名で総務副大臣に関西広域連合の設立を申請する[19]。
- 2010年（平成22年）12月1日：総務大臣が設立を許可し、関西広域連合が発足する[20][21]。
- 2010年（平成22年）12月4日：連合委員会の初会合を大阪府立国際会議場で開き、初代連合長に兵庫県知事の井戸敏三を選出。副連合長には和歌山県知事を指名。また、国出先機関の権限委譲を早急に進めるために国出先機関対策委員会を設置した。
- 2010年（平成22年）12月16日：国の地域主権戦略会議で関西広域連合への国出先機関権限移譲を要望。
- 2011年（平成23年）3月13日：3月11日に発生した東北地方太平洋沖地震（東日本大震災）に対して、関西広域連合は13日、四川大地震における中国の復興事業にヒントを得たペアリング支援[注釈 6]の考えの下、特に被害甚大であった東北3県（岩手県・宮城県・福島県）への長期的復興支援の実施を決める[22]。支援はカウンターパート方式（対となる相手を決めて分担する方式）で行われ、岩手県を大阪府と和歌山県が、宮城県を兵庫・鳥取・徳島の3県が、福島県を滋賀県と京都府が担当する[23]。なお、ペアリング支援の施行導入は関西広域連合が日本における先駆けとなったが、国内の数多くの地方自治体と同様、近畿地方の政令指定都市のいくつか（釜石市支援の大阪市[24]、仙台市支援の神戸市、など）もカウンターパート方式での実施を決めている[22]。
- 2011年（平成23年）3月29日：政府に対し、東北地方太平洋沖地震（東日本大震災）の被災県主体での復興を促す、被災県による広域連合の設立検討を提言する[25]。
- 2011年（平成23年）6月25日：福島第一原子力発電所事故に係る対応として、福井県に原子力発電所が集中する関西電力に対し、関西広域連合としての原子力稼働協定の締結を要請。これを受けて関西電力は、立地県である福井県とすでに再稼働に関する原子力協定を結んでいたことから、国の動向も見て検討すると回答した。
- 2012年（平成24年）1月25日：徳島県と鳥取県の参加分野を加える規約改正が総務大臣から許可された[26]。
- 2012年（平成24年）3月28日：構成団体の7府県の議会と大阪市会、堺市議会の全てで規約改正案の議決されたことを受けて、構成団体に大阪市と堺市を加入させるための規約改正を総務大臣に申請した。
- 2012年（平成24年）4月1日：徳島県と鳥取県の参加分野を加える規約改正が施行された[26]。
- 2012年（平成24年）4月23日：構成団体に大阪市と堺市を加える規約改正が許可され、施行された[27]。
- 2012年（平成24年）8月14日：構成団体に京都市と神戸市を加える規約改正が総務大臣に許可され、施行された[28]。
- 2015年（平成27年）12月4日：構成団体に奈良県を加える規約改正が総務大臣に許可され、施行された[8]。
- 2019年（平成31年）1月30日：一般社団法人 2025 年日本国際博覧会協会の設立にあたり、関西全体の取組という見地から参画した。
- 2019年（平成31年）3月25日：2025年大阪・関西万博への関西広域連合としてのパビリオン出展を発表[29]。
- 2020年（令和2年）11月25日：関西広域連合の設立から10年を経て、次の10年を見据えた『関西新時代宣言』を発出[30]。
- 2024年（令和6年）2月20日：奈良県の参加分野を加える規約改正が総務大臣から許可された[31]。
- 2024年（令和6年）4月1日：奈良県の参加分野を加える規約改正が施行された。

## 広域連合と道州制の関係
関西広域連合は設立前からマスコミや各府県議会などで、しばしば道州制に関連させて論じられているが、その関係性については「関西広域連合設立案」のなかで次のように説明されている。
- 広域連合は府県と並存するものであり、道州とは設置根拠が異なっている。
- 将来の関西の広域行政のあり方は関西広域連合の活動を積み重ねたうえで関西自身が考えるもの。

## 関連書籍
- 稲継裕昭編著稲継裕昭編著『大規模災害に強い自治体間連携 ― 現場からの報告と提言』早稲田大学出版部〈早稲田大学ブックレット＜「震災後」に考える＞〉、2012年。ISBN 978-4-657-12304-6